# 5S
5 S — система раціоналізації робочого місця. Була розроблена в післявоєнній Японії в компанії Toyota.
Застосовується головним чином в обробній промисловості та у сфері послуг.
5 S — це ідея з японської концепції виробництва, згідно з якою порядок і чистота є основними вимогами щодо поліпшення роботи процесів, запущених на них. Чистота і підтримання порядку розглядається як основа якісної роботи.
5S використовуються у всіх сферах організації, як у виробництві, так і у сфері послуг та управління. Заохочується безпосередня участь всіх працівників. Відхилення можуть бути виявлені сторонніми особами, а також керівниками процесів.
5S — це п'ять японських слів:
- Сеірі (整理) «сортування» — чіткий поділ речей на потрібні й непотрібні і позбавлення від останніх.
- Сеітон (整顿) «дотримання порядку» (акуратність) — організація зберігання необхідних речей, яка дозволяє швидко і просто їх знайти і використовувати.
- Сеісо (清扫) «утримання в чистоті» (прибирання) — дотримання робочого місця в чистоті й охайності.
- Сеікецу (清洁) «стандартизація» (підтримання порядку) — необхідна умова для виконання перших трьох правил.
- Сіцуке (躾) «вдосконалення» (формування звички) — виховання звички точного виконання встановлених правил, процедур і технологічних операцій.

## Цілі 5S
1. Зниження числа нещасних випадків
2. Підвищення рівня якості продукції, зниження кількості дефектів
3. Створення комфортного психологічного клімату, стимулювання бажання працювати
4. Підвищення продуктивності праці (що у свою чергу веде до підвищення прибутку підприємства і відповідно підвищення рівня доходу робітників).

## Кроки 5S

### Сортування
Всі матеріали ділять на:
- Потрібні — матеріали, які використовуються в роботі в цей час;
- Невикористовувані — матеріали, які можуть використовуватися в роботі, але в цей час не затребувані;
- Непотрібні / непридатні — брак, який необхідно повернути постачальникам, або знищити.

### Дотримання порядку
Розташування предметів відповідає вимогам:
- Безпеки;
- Якості;
- Ефективності роботи.

4 правила розташування речей:
1. На видному місці;
2. Легко взяти;
3. Легко використовувати;
4. Легко повернути на місце.

### Вимоги до робочого середовища
Робоча зона повинна підтримуватися в ідеальній чистоті.
Порядок дій:
1. Розбити лінію на зони, створити схеми і карти з позначенням робочих місць, місць розташування обладнання тощо
2. Визначити спеціальну групу, за якою буде закріплена зона для прибирання.
3. Визначити час проведення прибирання:

- Ранкове: 5-10 хв. до початку робочого дня
- Обіднє: 5-10 хв. після обіду
- Після закінчення роботи: після припинення роботи, під час простою

### Стандартизація
Цей крок має на увазі підтримку стану після виконання перших трьох кроків.
Необхідно створити робочі інструкції, які включать в себе опис покрокових дій щодо підтримання порядку. А також вести розробки нових методів контролю та винагороди співробітників, що відзначилися.

### Удосконалення / Формування звички
Вироблення звички догляду за робочим місцем відповідно до вже встановлених процедур.
Важливі моменти:
- Залучення всіх працівників. Робота в команді.
- Спостереження за роботою устаткування, за робочим місцем, щоб полегшити їхнє обслуговування.
- Використання фотографій ДО / ПІСЛЯ для порівняння того, що було і який кінцевий результат.
- Організація аудитів, щоб оцінити ефективність впровадження програми 5S.

## Філософія 5S
Деяких вводить в оману формулювання цієї концепції.
5S — це не просто «стандартизація прибирання». 5S — це філософія малозатратного, успішного, ощадливого виробництва.
Дана філософія / концепція виробництва передбачає, що кожен працівник підприємства від прибиральниці до директора виконує ці п'ять простих правил.
Основний плюс — ці дії не вимагають застосування нових управлінських технологій і теорій.